# Sippie
Sippie — студийный альбом блюзовой певицы Сиппи Уоллес, выпущенный в 1982 году во Франции. Альбом является номинантом Грэмми 1983 года в номинации «Лучшая запись традиционного блюза»  и лауреатом 4th Annual Blues Awards 1983 года в номинации «Альбом традиционного блюза» .

## Об альбоме
Альбом был записан в студии Solid Sound в Анн-Арбор, Мичиган 14 февраля 1982 года. В появлении первого за более чем десять лет альбома Сиппи Уоллес свою роль сыграла Бонни Рэйтт, которая с начала 1970-х была поклонницей певицы, исполняла её песни и они много выступали вместе. Бонни Рэйтт ещё в 1970-е помогла Уоллес вернуться на сцену после инсульта, а здесь использовала своё влияние на мэйджор-лейбл Atlantic Records, который подписал контракт с Уоллес.
По словам обозревателя AllMusic, запись имеет своё очарование и историческую ценность, но голос Сиппи Уоллес «значительно слабее, чем в 1920-х годах или даже в 1966 году» и альбом «рекомендуют из-за горячей игры резервной группы Сиппи, пианиста Джима Дапоньи и его Chicago Jazz Band. Октет отличается превосходным страйд-пианино и сильной группой духовых инструментов» .
Роберт Кристгау, поставив альбому оценку B (достойное восхищения произведение, которое поклонники стиля или исполнителя, вероятно, найдут вполне слушабельным) сказал, что «Этот проект еле сводит концы с концами благодаря вкусу и благим намерениям — подборке песен Уоллес и её современников, ненавязчивому голосу и слайд-гитаре Бонни Райт, и безупречному свингу пианиста Джима Дапоньи и его Chicago Jazz Band. Проблема в том, что там, где Альберта Хантер в свои восемьдесят лет обладает почти королевской силой, Уоллес звучит как мультяшная бабуля с проблемами зубных протезов. Её тексты все еще жалят спустя полвека, и её фразировка передает их, но она даже не намекает на с трудом завоеванное эротическое самообладание молодой Сиппи» .
Несмотря на не лучшую критику, альбом в 1983 году был признан на церемонии Blues Music Awards лучшим альбомом года традиционного блюза, и получил номинацию на Грэмми, уступив альбому Кларенса Брауна Alright Again

## Список композиций
| №  | Название                                                       | Автор(ы)                                   | Длительность |
| -- | -------------------------------------------------------------- | ------------------------------------------ | ------------ |
| 1. | «Women Be Wise»                                                | Сиппи Уоллес                               | 3:20         |
| 2. | «Up The Country Blues»                                         | Сиппи Уоллес                               | 2:58         |
| 3. | «Mighty Tight Woman»                                           | Сиппи Уоллес                               | 2:44         |
| 4. | «Won't You Come Over To My House»                              | Сиппи Уоллес                               | 2:55         |
| 5. | «You've Been A Good Ole Wagon (But Daddy You Done Broke Down)» | Бесси Смит, Перри Брэдфорд, Стюарт Балкомб | 2:54         |
| 6. | «A Man That Don't Want Me»                                     | Сиппи Уоллес                               | 2:39         |

| №   | Название                  | Автор(ы)                        | Длительность |
| --- | ------------------------- | ------------------------------- | ------------ |
| 7.  | «You Got To Know How»     | Сиппи Уоллес                    | 2:36         |
| 8.  | «Suitcase Blues»          | Сиппи Уоллес                    | 4:25         |
| 9.  | «Say It Isn't So»         | Ирвинг Берлин                   | 3:06         |
| 10. | «Everybody Loves My Baby» | Джек Палмер, Спенсер Уиляьмс    | 3:06         |
| 11. | «Mama's Gone, Goodbye»    | Питер Бокаж, Арманд Джон Пайрон | 2:40         |

## Участники записи
- Сиппи Уоллес  — вокал
- Бонни Рэйтт — гость альбома, бэк-вокал, слайд-гитара (A1, B2, B5)

- Джим Дапоньи - фортепиано, аранжировки
- Род Макдональд - гитара, банджо
- Эд Уилкинсон - бас-гитара, туба
- Питер Ферран — кларнет, саксофон-сопрано, саксофон-альт (B1, B5)
- Русс Уитман - саксофон-тенор, кларнет (B1, B5)
- Пол Клингер - корнет
- Боб Смит — тромбон
- Уэйн Джонс - ударные
- Jim Dapogny's Chicago Jazz Band

Производство
- Рон Харвуд — продюсер, микширование, аннотация
- Джим Дапоньи - микширование
- Санди Янг - артдиректор
- Роб Мартенс - звукорежиссёр
- Уилл Спенсер - звукорежиссёр
- Джон Колье — фотография (обратная сторона конверта)
- Барбара Уайнберг — фотография (лицевая сторона конверта)